# Khoudoun
Le Khoudoun (en russe : Худун) est une rivière de Russie qui coule en république autonome de Bouriatie en Sibérie orientale. C'est un affluent de l'Ouda en rive gauche, donc un sous-affluent de l'Ienisseï par l'Ouda, la Selenga, le lac Baïkal puis l'Angara.

## Géographie
Le bassin versant du Khoudoun a une superficie de 7 800 km2 (surface de taille comparable à celles des départements français des Pyrénées-Atlantiques ou du Puy-de-Dôme, ou encore, un peu supérieure à celle du canton suisse des Grisons). Son débit moyen à l'embouchure est de 12,7 m3/s.
La rivière naît sur le versant nord-ouest des monts Iablonovy en république autonome de Bouriatie. La source se trouve une quarantaine de kilomètres au nord de la ville de Mogzon (sur la voie ferrée du transsibérien), et 120 kilomètres à l'ouest de la ville de Tchita, capitale du krai de Transbaïkalie. Après sa naissance, la rivière coule globalement en direction de l'ouest sur la partie méridionale du plateau de Vitim. Après avoir parcouru ainsi quelque 150 kilomètres, le Khoudoun effectue une large boucle en direction du nord. Il finit ainsi par se jeter dans l'Ouda en rive gauche au niveau de la localité de Khorinsk.
Le Khoudoun est habituellement pris par les glaces depuis la deuxième quinzaine d'octobre ou la première quinzaine de novembre, jusqu'à la fin du mois d'avril ou au début du mois de mai.
La rivière présente des crues annuelles en été, de mai à septembre. La période d'étiage se déroule en hiver.

## Localités traversées
Dans son parcours, le Khoudoun ne traverse pas de centres urbains très importants. Il faut cependant citer :
- Mikhaïlovka
- Mogsokhon
- Khorinsk, au confluent avec l'Ouda

## Hydrométrie - Les débits mensuels à Khorinsk
Le débit du Khoudoun a été observé pendant 40 ans (de 1946 à 1987) à Khorinsk, petite ville située au niveau de sa confluence avec l'Ouda, à 650 mètres d'altitude .
Le débit annuel moyen ou module observé à Khorinsk était de 12,7 m3/s pour une surface étudiée de 7 800 km2, soit la totalité du bassin versant de la rivière. La lame d'eau d'écoulement annuel dans le bassin se montait de ce fait à 51 millimètres, ce qui peut être considéré comme médiocre.
La rivière est alimentée non seulement par la fonte des neiges de l'hiver, mais aussi par les précipitations de l'été et de l'automne. Son régime est de ce fait pluvio-nival.
Les hautes eaux se déroulent du printemps à la fin de l'été, du mois de mai au mois de septembre avec un sommet très net en mai, lié à la fonte des neiges. En juin le débit baisse puis se stabilise durant tout l'été ce qui correspond aux pluies estivales. On constate même un certain rebond en août-septembre, dû au maximum des pluies dans la région. Aux mois d'octobre et surtout de novembre, le débit de la rivière baisse rapidement, ce qui constitue le début de la période des basses eaux. Celle-ci a lieu de novembre à avril et correspond à l'intense hiver sibérien.
Le débit moyen mensuel observé en mars (minimum d'étiage) est de 0,54 m3/s, soit moins de 2 % du débit moyen du mois de mai (31,5 m3/s), ce qui souligne l'amplitude extrêmement élevée des variations saisonnières. Et ces écarts de débits mensuels peuvent être encore plus importants d'après les années : sur la durée d'observation de 40 ans, le débit mensuel minimal a été de 0,00 m3/s à plusieurs reprises de janvier à mars (arrêt de tout écoulement), tandis que le débit mensuel maximal s'élevait à 94,0 m3/s en juin 1964.
En ce qui concerne la période libre de glace (de juin à septembre inclus), toujours sur cette longue période de 40 ans, le débit minimal observé a été de 6,18 m3/s en septembre 1989, ce qui restait appréciable.